# Tebuconazol
Tebuconazol ist ein Gemisch von zwei enantiomeren chemischen Verbindungen aus der Gruppe der Triazole.

## Gewinnung und Darstellung
Tebuconazol kann durch Ringöffnung von 2-tert-Butyl-2-(4-chlorphenethyl)-oxiran mit 1,2,4-Triazol in Gegenwart einer Base gewonnen werden.

## Stereochemie
Da Tebuconazol ein Stereozentrum enthält, gibt es zwei Enantiomere dieses Wirkstoffs. Das technische Tebuconazol wird als 1:1-Gemisch (Racemat) der (R)- und der (S)-Form eingesetzt. Die R-Form ist das biologisch aktivere Isomer.

## Eigenschaften
Tebuconazol ist ein brennbarer, farb- und geruchloser Feststoff, der praktisch unlöslich in Wasser ist. Es ist stabil gegenüber Hydrolyse bei pH-Werten zwischen 5 und 9 bei 20 °C. Die oxidative Zersetzung unter Luft startet beim Erhitzen bei Temperaturen oberhalb von 200 °C. Hauptprodukte der Zersetzung sind 1-Chlor-4-ethenylbenzol, 4-Chlorbenzaldehyd und 1-(4-Chlorphenyl)ethanon.

## Verwendung
Tebuconazol wird als Fungizid verwendet. Die Wirkung beruht auf einem Eingreifen des Stoffes in den Metabolismus der Pilzzellen. Dabei wird die Biosynthese von Ergosterin gehemmt, wodurch Funktionen der Zellmembranen gestört werden. Die Verbindung wurde 1988 auf den Markt gebracht.
Außerdem wirkt Tebuconazol als Wachstumsregulator in Pflanzen. Es hemmt die Gibberellinsäurebiosynthese und kann so zum Beispiel im Rapsanbau zu robusteren Pflanzen mit stabileren Wurzeln führen.
Tebuconazol wird auch als fungizider Wirkstoff Biozidprodukten zugesetzt. Es findet dabei Verwendung in den Produktkategorien PT 7 (Beschichtungsmittel), PT 8 (Holzschutzmittel) und PT 10 (Schutzmittel für Mauerwerk).

## Zulassung
In der Europäischen Union dürfen seit September 2009 Pflanzenschutzmittel mit Tebuconazol für Anwendungen als Fungizid zugelassen werden.
In vielen Staaten der EU, unter anderem in Deutschland und Österreich, sowie in der Schweiz sind Pflanzenschutzmittel (z. B. Folicur) mit diesem Wirkstoff zugelassen.
Tebuconazol ist in der EU auch als Biozid zugelassen.